# Fulidhoo
Fulidhoo (ފުލިދޫ) ist eine Insel des Felidhu-Atolls im Süden des Inselstaates Malediven in der Lakkadivensee des Indischen Ozeans. Sie gehört zum Verwaltungsatoll Vaavu. 2014 hatte sie 324 Einwohner.

## Geographie
Die Insel ist die nördlichste Insel des Atolls. Sie ist etwa 675 m lang und 200 m breit und dicht bebaut.